# Kajak-kenu az 1984. évi nyári olimpiai játékokon
Az 1984. évi nyári olimpiai játékokon a kajak-kenuban tizenkét versenyszámban osztottak érmeket.

## Éremtáblázat
(A rendező ország csapata eltérő háttérszínnel, az egyes számoszlopok legmagasabb értéke, vagy értékei vastagítással kiemelve.)
| Az 1984. évi nyári olimpiai játékok éremtáblázata kajak-kenuban | Az 1984. évi nyári olimpiai játékok éremtáblázata kajak-kenuban | Az 1984. évi nyári olimpiai játékok éremtáblázata kajak-kenuban | Az 1984. évi nyári olimpiai játékok éremtáblázata kajak-kenuban | Az 1984. évi nyári olimpiai játékok éremtáblázata kajak-kenuban | Olimpia  |
| --------------------------------------------------------------- | --------------------------------------------------------------- | --------------------------------------------------------------- | --------------------------------------------------------------- | --------------------------------------------------------------- | -------- |
|                                                                 | Ország                                                          | Arany                                                           | Ezüst                                                           | Bronz                                                           | Összesen |
| 1.                                                              | Új-Zéland (NZL)                                                 | 4                                                               | 0                                                               | 0                                                               | 4        |
| 2                                                               | Svédország (SWE)                                                | 2                                                               | 4                                                               | 0                                                               | 6        |
| 3.                                                              | Kanada (CAN)                                                    | 2                                                               | 2                                                               | 2                                                               | 6        |
| 4.                                                              | Románia (ROU)                                                   | 2                                                               | 1                                                               | 1                                                               | 4        |
| 5.                                                              | Jugoszlávia (YUG)                                               | 1                                                               | 2                                                               | 0                                                               | 3        |
| 6.                                                              | NSZK (FRG)                                                      | 1                                                               | 1                                                               | 2                                                               | 4        |
|                                                                 |                                                                 |                                                                 |                                                                 |                                                                 |          |
| 7.                                                              | Franciaország (FRA)                                             | 0                                                               | 1                                                               | 2                                                               | 3        |
| 8.                                                              | Dánia (DEN)                                                     | 0                                                               | 1                                                               | 1                                                               | 2        |
|                                                                 |                                                                 |                                                                 |                                                                 |                                                                 |          |
| 9.                                                              | Ausztrália (AUS)                                                | 0                                                               | 0                                                               | 1                                                               | 1        |
| 9.                                                              | Egyesült Államok (USA)                                          | 0                                                               | 0                                                               | 1                                                               | 1        |
| 9.                                                              | Hollandia (NED)                                                 | 0                                                               | 0                                                               | 1                                                               | 1        |
| 9.                                                              | Spanyolország (ESP)                                             | 0                                                               | 0                                                               | 1                                                               | 1        |
|                                                                 |                                                                 |                                                                 |                                                                 |                                                                 |          |
| Összesen                                                        | Összesen                                                        | 12                                                              | 12                                                              | 12                                                              | 36       |

## Érmesek

### Férfiak
| Az 1984. évi nyári olimpiai játékok érmesei férfi kajak-kenuban |                                                                                   |                                                                                         |                                                                                                 |
| Versenyszám                                                     | Arany                                                                             | Ezüst                                                                                   | Bronz                                                                                           |
| Kajak egyes 500 m.                                              | Ian Ferguson · Új-Zéland (NZL)                                                    | Lars-Erik Möberg · Svédország (SWE)                                                     | Bernard Brégeon · Franciaország (FRA)                                                           |
| Kajak kettes 500 m.                                             | Új-Zéland (NZL) · Ian Ferguson · Paul MacDonald                                   | Svédország (SWE) · Per-Inge Bengtsson · Lars-Erik Möberg                                | Kanada (CAN) · Hugh Fischer · Alwyn Morris                                                      |
| Kajak egyes 1000 m.                                             | Alan Thompson · Új-Zéland (NZL)                                                   | Milan Janić · Jugoszlávia (YUG)                                                         | Greg Barton · Egyesült Államok (USA)                                                            |
| Kajak kettes 1000 m.                                            | Kanada (CAN) · Hugh Fischer · Alwyn Morris                                        | Franciaország (FRA) · Bernard Bregeon · Patrick Lefoulon                                | Ausztrália (AUS) · Barry Kelly · Grant Kenny                                                    |
| Kajak négyes 1000 m.                                            | Új-Zéland (NZL) · Grant Bramwell · Ian Ferguson · Chris MacDonald · Alan Thompson | Svédország (SWE) · Per-Inge Bengtsson · Tommy Karls · Lars-Erik Möberg · Thonas Ohlsson | Franciaország (FRA) · Francois Baraouh · Phillipe Boccara · Pascal Boucherit · Didier Vavasseur |
| Kenu egyes 500 m.                                               | Larry Cain · Kanada (CAN)                                                         | Henning Lynge Jakobsen · Dánia (DEN)                                                    | Costică Olaru · Románia (ROU)                                                                   |
| Kenu kettes 500 m.                                              | Jugoszlávia (YUG) · Matija Ljubek · Mirko Nišović                                 | Románia (ROU) · Ivan Patzaichin · Toma Simionov                                         | Spanyolország (ESP) · Enrique Míguez · Narcisco Suárez                                          |
| C-1, 1000 m                                                     | Ulrich Eicke · NSZK (FRG)                                                         | Larry Cain · Kanada (CAN)                                                               | Henning Lynge Jakobsen · Dánia (DEN)                                                            |
| Kenu kettes 1000 m.                                             | Románia (ROU) · Ivan Patzaichin · Toma Simionov                                   | Jugoszlávia (YUG) · Matija Ljubek · Mirko Nišović                                       | NSZK (FRG) · Didier Hoyer · Eric Renaud                                                         |

### Nők
| Az 1984. évi nyári olimpiai játékok érmesei női kajak-kenuban | |                                                                                               |                                                                                 |
| Versenyszám                                                   | Arany | Ezüst                                                                                         | Bronz                                                                           |
| Kajak egyes 500 m.                                            | Agneta Andersson · Svédország (SWE)                                                                                   | Barbara Schüttpelz · NSZK (FRG)                                                               | Annemiek Derckx · Hollandia (NED)                                               |
| Kajak kettes 500 m.                                           | Svédország (SWE) · Agneta Andersson · Anna Olsson                                                                     | Kanada (CAN) · Alexandra Barré · Susan Holloway                                               | NSZK (FRG) · Josefa Idem · Barbara Schüttpelz                                   |
| Kajak négyes 500 m.                                           | Románia (ROU) · Agafia Orlov-Buhaev-Constantin · Nastasia Nichitov-Ionescu · Tecla Marinescu · Maria Ştefan-Mihoreanu | Svédország (SWE) · Agneta Andersson · Anna Olsson · Eva Karlsson · Susanne Wilberg-Gunnarsson | Kanada (CAN) · Alexandra Barré · Lucie Guay · Susan Holloway · Barbara Olmstead |